# 1181年
| 千纪： | 2千纪 |
| 世纪： | 11世纪 \| 12世纪 \| 13世纪                                                                                                   |
| 年代： | 1150年代 \| 1160年代 \| 1170年代 \| 1180年代 \| 1190年代 \| 1200年代 \| 1210年代                                             |
| 年份： | 1176年 \| 1177年 \| 1178年 \| 1179年 \| 1180年 \| 1181年 \| 1182年 \| 1183年 \| 1184年 \| 1185年 \| 1186年                   |
| 纪年： | 辛丑年（牛年）；西夏祐十二年；大理嘉会元年；金大定二十一年；西辽天喜四年；南宋淳熙八年；越南貞符六年；日本治承五年，養和元年 |

## 大事记
- 闍耶跋摩七世將占婆軍隊逐出真臘，登基為吳哥國王。

## 出生
- 夏獻宗李德旺（1226年過世，45岁）

## 逝世
- 2月6日：日本高倉天皇（1161年出生，20岁）。
- 3月20日：平清盛，日本平安時代後期的武將。
- 農曆七月二十九日：呂祖謙。